# 388. strelska divizija (ZSSR)
388. strelska divizija (izvirno rusko 388. стрелковая дивизия; kratica 388. SD) je bila strelska divizija Rdeče armade v času druge svetovne vojne.

## Zgodovina
Divizija je bila ustanovljena novembra 1941 v Kutaisi in uničena maja 1942 v bitki za Sevastopol.